# Kilksama
Kilksama – wieś w Estonii, w prowincji Parnawa, w gminie Sauga.